# Cyrtococcum trigonum
Cyrtococcum trigonum är en gräsart som först beskrevs av Anders Jahan Retzius, och fick sitt nu gällande namn av Aimée Antoinette Camus. Cyrtococcum trigonum ingår i släktet Cyrtococcum, och familjen gräs. Inga underarter finns listade i Catalogue of Life.